# Mecopisthes silus
Mecopisthes silus là một loài nhện trong họ Linyphiidae.
Loài này thuộc chi Mecopisthes. Mecopisthes silus được Octavius Pickard-Cambridge miêu tả năm 1872.